# Silvana Bacci
Silvana Bacci (16 gennaio 1946) è un'attrice italiana.

## Biografia
Attiva come attrice cinematografica nell'arco di pochi anni, dal 1965 al 1975, interpreta 20 pellicole, per la maggior parte appartenenti al genere spaghetti western e in film della coppia Franco Franchi e Ciccio Ingrassia. Ritiratasi dalle scene, agli inizi degli anni settanta, vive a Roma.

## Filmografia
- Django, regia di Sergio Corbucci (1966)
- 7 dollari sul rosso, regia di Alberto Cardone (1966)
- 7 magnifiche pistole, regia di Romolo Guerrieri (1966)
- Johnny Oro, regia di Sergio Corbucci (1966)
- Texas addio, regia di Ferdinando Baldi (1966)
- La resa dei conti, regia di Sergio Sollima (1966)
- Come rubammo la bomba atomica, regia di Lucio Fulci (1967)
- Un uomo, un cavallo, una pistola, regia di Luigi Vanzi (1967)
- Giarrettiera Colt, regia di Gian Rocco (1968)
- Sentenza di morte, regia di Mario Lanfranchi (1968)
- Vivo per la tua morte, regia di Camillo Bazzoni (1968)
- Il sesso degli angeli, regia di Ugo Liberatore (1968)
- Ti darò un posto all'inferno, regia di Hans Albin e Paolo Bianchini (1968)
- Testa o croce, regia di Piero Pierotti (1969)
- Gli intoccabili, regia di Giuliano Montaldo (1969)
- Il pistolero dell'Ave Maria, regia di Ferdinando Baldi (1969)
- I due maggiolini più matti del mondo, regia di Giuseppe Orlandini (1970)
- Ciakmull - L'uomo della vendetta, regia di Enzo Barboni (1970)
- Il venditore di morte, regia di Lorenzo Gicca Palli (1971)
- Il caso Raoul, regia di Maurizio Ponzi (1975)